# 伊斯特利 (英國國會選區)
伊斯特利（英語：Eastleigh），英國國會一自治市選區，包括英格蘭東南部漢普郡伊斯特利。始設於1955年。
本區原來是保守黨的選區，1994年後改為支持自民黨。2010年大選中禤傑思（Chris Huhne）以46.5%選票勝出該區成功連任，成為當年東南英格蘭四個自民黨議員之一。禤傑思於2013年辭任議員。